# Nicola Trotta
Nicola Trotta (Postiglione, 9 ottobre 1930 – Eboli, 11 dicembre 1994) è stato un politico e medico italiano.
Medico chirurgo, è stato deputato alla Camera nell'VIII legislatura e senatore socialista nella IX legislatura eletto nel collegio di Eboli e sottosegretario di Stato agli interventi straordinari nel Mezzogiorno nei due governi Craxi, presidente della Centrale del latte di Salerno e storico esponente politico locale legato all'ex Ministro delle Aree urbane Carmelo Conte.